# Alatina rainensis
Alatina rainensis Gershwin, 2005 è una cubomedusa tropicale della famiglia Alatinidae.

## Distribuzione e habitat
La A. rainensis vive nelle acque tropicali del sud dell'Oceano Pacifico, che comprendono particolarmente l'isola di Raine (a cui la specie deve il suo nome) e il resto della Grande barriera corallina.
Il genus A. rainensis è stato distinto dalla Carybdea alata solo di recente: molti celenterati poco noti erano infatti descritti come C. alata in passato suppur essendo specie diverse; è solo dopo l'analisi del DNA di esemplari raccolti in mare che si è potuto descrivere la rainensis come nuova specie.

## Descrizione
La medusa ha piccole dimensioni, circa 17 mm di lunghezza dell'ombrella per gli esemplari adulti. L'esombrella è macchiata da numerose piccole nematocisti, assenti dal velarium e dai quattro pedalia. La medusa è generalmente trasparente, con i tentacoli biancastri ed i ropali scuri. I tentacoli sono uno per pedalium, con delle bande orizzontali, delle quali una ogni 10 o 11 è più piccola, il che dà al tentacolo l'apparenza di essere costituito da diversi segmenti. Lo stesso canale del pedalium è piegato ad angolo retto.
La medusa è dotata di quattro occhi per ropalio, dei quali i due mediani hanno lenti simili al cristallino e gli altri due sono punti oblunghi. Gli occhi più o meno elaborati delle cubomeduse sono una delle caratteristiche più intriganti della classe, visto che questi animali non hanno un cervello per interpretarne le immagini; i biologi suppongono l'esistenza di un sistema nervoso diffuso.
La caratteristica che rende la A. rainensis peculiare sono le gonadi con forma di farfalla, con due lobi ben evidenti. Le stesse gonadi hanno lunghezza paria alla metà del corpo della medusa. Questa forma delle gonadi si ritrova solamente nel delle Tripedaliidae, un gruppo però distante dalle Alatina.